# Nymula attilia
Nymula attilia är en fjärilsart som beskrevs av Hans Ferdinand Emil Julius Stichel 1925. Nymula attilia ingår i släktet Nymula och familjen Riodinidae. Inga underarter finns listade i Catalogue of Life.